# Saint-Marcel-d’Ardèche
För andra betydelser, se Saint-Marcel.
Saint-Marcel-d’Ardèche är en kommun i departementet Ardèche i regionen Auvergne-Rhône-Alpes i sydöstra Frankrike. Kommunen ligger  i kantonen Bourg-Saint-Andéol som ligger i arrondissementet Privas. År 2022 hade Saint-Marcel-d’Ardèche 2 357 invånare.

## Befolkningsutveckling
Antalet invånare i kommunen Saint-Marcel-d’Ardèche
Referens: INSEE

## Galleri

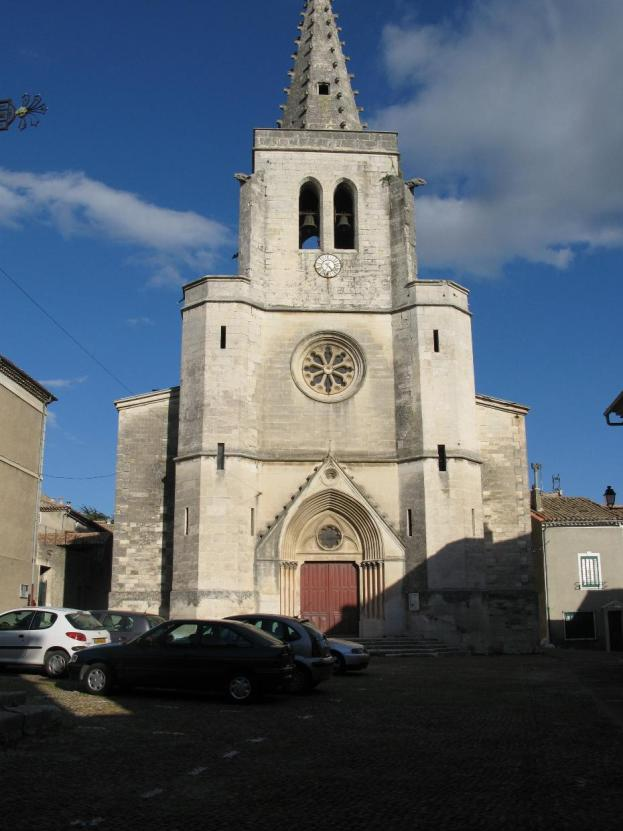
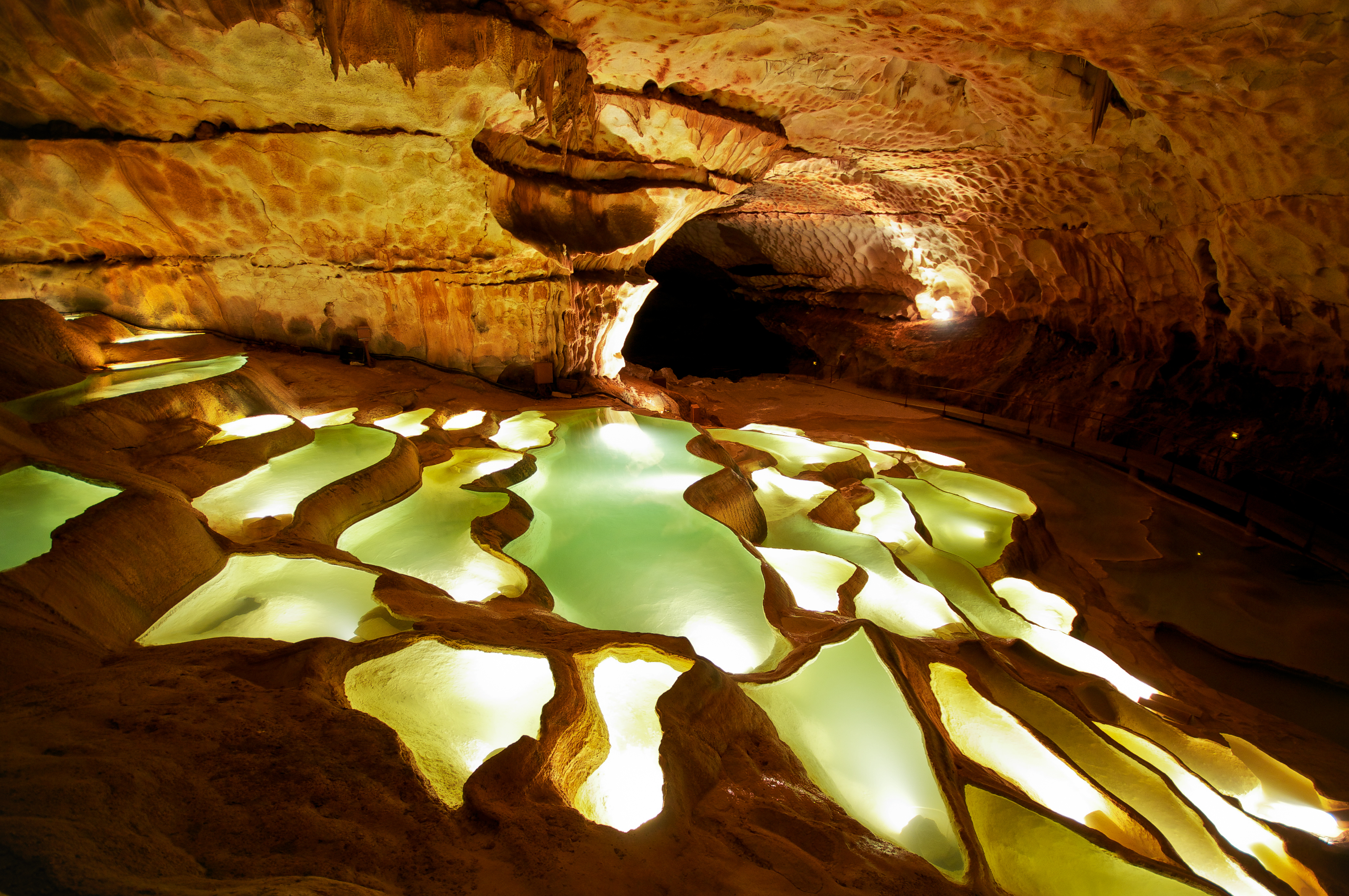
En grotta nära Saint-Marcel-d’Ardèche.